# 陰河魚
陰河魚（学名：Iotichthys phlegethontis）为輻鰭魚綱鯉形目雅羅魚科的其中一種，被IUCN列為易危保育類動物，它的原生棲息地以前包括博納維爾盆地的大部分地區，廣泛分佈在大鹽湖、猶他湖和塞維爾湖周圍的淡水池塘、沼澤、泉水和支流中。斯內克河谷和猶他河谷的數量也很豐富，由於棲地退化及外來種侵入，導致數量減少，體長可達6.4公分，以藻類和小型無脊椎動物，包括蚊子幼蟲為食，繁殖季在春季和初夏。 卵在水中受精，然後下沉直到它們附著在植物或基質上，成小群活動，喜歡在緩慢流動的水中植被茂密的區域。
在1940年代和50年代，本種族群數量急劇下降，儘管這種下降直到70年代才被發現。數量下降的原因包括因牛放牧和踐踏河邊植被、引水、礦產和能源開發以及外來魚類造成的棲息地破壞。研究顯示，在引入大口黑鱸、鱒魚和食蚊魚等非本地魚類的地方，陰河魚幾乎絕跡。
雖然陰河魚的分佈仍然有限，但猶他州野生動物資源部和其他保護組織已將這種魚重新引入合適的棲息地，其他保護工作包括與牧場主合作，用柵欄隔離以防止放牧對棲息地的破壞。